# Resolutie 512 Veiligheidsraad Verenigde Naties
Resolutie 512 van de Veiligheidsraad van de Verenigde Naties werd unaniem aangenomen op 19 juni 1982.

## Achtergrond
Begin juni 1982 viel Israël ter vergelding van de poging tot moord op zijn ambassadeur Shlomo Argov in Londen de Palestijnse PLO aan in Beiroet. Die laatste reageerde met beschietingen van Israël, waarna die Libanon binnenviel. Daarop volgde een wekenlange oorlog waarin tienduizenden doden vielen.

## Inhoud
De Veiligheidsraad:
- Is erg bezorgd over het lijden van de Libanese en Palestijnse bevolking.
- Verwijst naar de Geneefse Conventies en de Haagse Conventie.
- Bevestigt opnieuw de resoluties 508 en 509.

1. Roept alle partijen op om de rechten van de bevolking te respecteren, geen geweld gericht tegen de bevolking te plegen en maatregelen te nemen om het lijden te verlichten door de verdeling van hulp door de VN-agentschappen en NGO's, en het Rode Kruis in het bijzonder, mogelijk te maken.
2. Doet een oproep aan de lidstaten om zo veel mogelijk humanitaire hulp te bieden.
3. Benadrukt de humanitaire verantwoordelijkheid van de VN en roept de partijen op die niet te hinderen.
4. Bemerkt de inspanningen van de secretaris-generaal om de activiteiten van de internationale agentschappen te coördineren, en vraagt hem de uitvoering van deze resolutie te verzekeren en zo snel mogelijk te rapporteren.

## Verwante resoluties
- Resolutie 509 Veiligheidsraad Verenigde Naties
- Resolutie 511 Veiligheidsraad Verenigde Naties
- Resolutie 513 Veiligheidsraad Verenigde Naties
- Resolutie 515 Veiligheidsraad Verenigde Naties

Lijst ·  500 ·  501 ·  502 ·  503 ·  504 ·  505 ·  506 ·  507 ·  508 ·  509 ·  510 ·  511 ·  512 ·  513 ·  514 ·  515 ·  516 ·  517 ·  518 ·  519 ·  520 ·  521 ·  522 ·  523 ·  524 ·  525 ·  526 ·  527 ·  528